# Bopyroides shiinoi
Bopyroides shiinoi är en kräftdjursart som beskrevs av Rybakov och V.I. Avdeev 1991. Bopyroides shiinoi ingår i släktet Bopyroides och familjen Bopyridae. Inga underarter finns listade i Catalogue of Life.